# Émile Masson
Émile Masson (bretó Emil ar Mason) (Brest 1869 - 1923) fou un escriptor i pensador bretó que va utilitzar els pseudònims de Brenn, Ewan Gweznou i Ion Prigent. Mestre llicenciat en filologia i anglès, va aprendre el bretó d'adult. Va viure uns anys a París, on es va fer amic de Romain Rolland, Elisée Reclus i Piotr Kropotkin. Va fundar el 1900 la Federation Socialiste de Bretagne (FSB), i el 1912 el seu òrgan en bretó, Brug (Bruc), de caràcter socialista i llibertari i des d'on faria la crida al diari Le Rappel de Morbihan, òrgan de la SFIO al departament Bretons socialistes, parlons à nos frères rustiques leur langue, alhora que clamava contra els republicans francesos per castigar amb simbol a les escoles per parlar en bretó.
El 1911, però, esdevingué vicepresident de la Federació Regionalista de Bretanya i membre del comitè de redacció del diari Breizh Dishual, futur òrgan del Partit Nacionalista Bretó. El 1921 col·laborà també a La Bretagne libertaire

## Publicacions
- Yves Madec, professeur de collège, 1905
- Les rebelles, 1908
- Les Bretons et le Socialisme (Éditions Toullec et Geffroy 1912, presentació i notes per Jean-Yves Guiomar, Paris, Maspéro, 1972.
- Les hommes illustres et leurs paroles inouïes, 1919
- L'Utopie des îles bienheureuses dans le Pacifique. Éditions Rieder 1921, Editions Caligrammes, 1984.